# Patrick Dempsey
Pour les articles homonymes, voir Dempsey.
Patrick Dempsey est un acteur, réalisateur et pilote automobile américain, né le 13 janvier 1966 à Lewiston (Maine), rendu célèbre par le rôle du Dr Derek Shepherd dans la série Grey's Anatomy.

## Biographie

### Enfance et formation
Jongleur amateur, Patrick Dempsey trouve rapidement le chemin de la scène pour s'adonner à la comédie. Après s'être formé dans une troupe locale du Maine, son État natal, l'acteur s'illustre dans une représentation à San Francisco au début des années 1980, puis part en tournée pendant un an dans la production Brighton Beach Memoirs.
L'année 1985 marque sa première apparition au cinéma dans la comédie Tutti Frutti (Heaven Help Us) avec Donald Sutherland.

### Carrière d'acteur

#### Débuts et concentration sur le cinéma
Après une incursion sur le petit écran l'année suivante dans la courte série Fast Times (1986), Patrick Dempsey consacre en grande partie la suite de sa carrière aux longs métrages.
Il multiplie les rôles et les comédies en incarnant successivement un lycéen en quête de popularité (L'amour ne s'achète pas, 1987, qui lui permet de remporter un Young Artist Awards), un livreur de pizza (Loverboy, 1989), et un frère rebelle (Coupe de Ville, 1990).
En 1991, il remonte au New York du début du siècle pour se glisser dans la peau du gangster Meyer Lansky, le partenaire de Christian Slater dans Les Indomptés.
Il enchaîne ensuite les apparitions à la télévision dans des téléfilms, notamment le remarqué J. F. K. : Le Destin en marche (1993) et Vingt mille lieues sous les mers (1997) tout en alternant avec le cinéma.
En 1993, il porte la comédie Bank Robber aux côtés de Lisa Bonet, il fait partie de la distribution principale de la comédie dramatique Avec les félicitations du jury avec Brendan Fraser, Moira Kelly et Josh Hamilton, nommée pour le Golden Globes et le Grammy Awards de la meilleure bande originale mais qui est un échec au box office.
En 1995, il joue un second rôle dans le thriller d'action Alerte ! avec Dustin Hoffman, Rene Russo et Morgan Freeman, salué par la critique.
En 1997, il seconde Alyssa Milano et Robert Downey Jr. dans la comédie romantique éreintée par la critique, Chaude journée à L.A..
Il s'ensuit des participations à des longs métrages mineurs, ne bénéficiant pas d'une forte exposition ou ne rencontrant pas de succès significatif (All About Sex, The Treat, There's No Fish Food in Heaven, Ava's Magical Adventure et  Me and Will).

#### Révélation télévisuelle -Grey's Anatomy

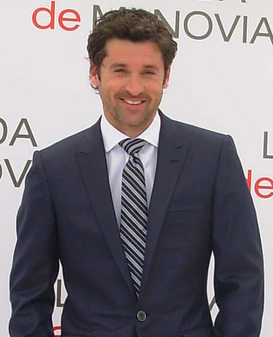
Lors de l'avant première de la comédie Le Témoin amoureux, à Madrid, en 2008.

En 2000, il enquête sur les meurtres de Scream 3 sous la direction de Wes Craven. Ce film d'horreur lui permet de renouer avec les hauteurs du box office mais il est considéré comme le moins bon volet de la franchise.
Deux ans plus tard, il séduit Reese Witherspoon dans la comédie romantique Fashion victime (2002).
Quelques téléfilms plus tard, il incarne des personnages récurrents dans Deuxième Chance (2000), Will et Grace (2001) et The Practice : Bobby Donnell et Associés (2004). Son interprétation est salué par une nomination au Primetime Emmy Award du meilleur acteur invité dans une série télévisée dramatique pour Deuxième Chance et il reçoit l'Online Film & Television Association Award du meilleur acteur invité dans une série télévisée comique pour Will & Grace.
Il est engagé au Seattle Grace Hospital en 2005 dans la série révélation de l'année sur ABC, Grey's Anatomy. Il y interprète le séduisant Dr Derek Shepherd qui ne laisse pas indifférente l'interne Meredith Grey, rôle interprété par Ellen Pompeo.

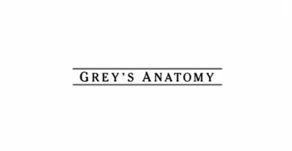
Logo de la série télévisée Grey's Anatomy.

La série rencontre un succès fulgurant, critique et public, il permet de révéler l'acteur qui accède à une notoriété publique importante. En plus des récompenses communes, son interprétation est récompensée.
En 2007, par exemple, l'ensemble du casting gagne le Screen Actors Guild Awards de la meilleure distribution et Patrick Dempsey remporte le People's Choice Awards de l'acteur préféré de télévision ainsi qu'une citation pour le Golden Globe du meilleur acteur dans une série télévisée dramatique et pour le Screen Actors Guild Award du meilleur acteur dans une série télévisée dramatique.
Cette nouvelle popularité lui permet de renouer avec le cinéma dans des projets d'envergure : En 2007, il joue dans le film Disney, Il était une fois dans le rôle de l'avocat Robert Philip au côté d'Amy Adams. Acclamée par la critique cette super production est nommée pour trois Oscars, deux Golden Globes et remporte de nombreuses récompenses, en plus d'un franc succès au box office mondial. Il confirme aussi, avec le drame Écrire pour exister, porté par l'oscarisée Hilary Swank,.
En 2008, il a été choisi par Versace pour incarner le visage masculin de la prochaine collection printemps / été de la marque italienne. Cette même-année, il reçoit son second trophée lors des People's Choice Awards et joue le rôle principal de la comédie romantique Le Témoin amoureux dont il partage la vedette aux côtés de Michelle Monaghan. Le film est un succès au box office mais il est démoli par la critique.
Comme le reste de la distribution, Patrick Dempsey intervient également dans deux épisodes de la série dérivée, Private Practice, entre 2009 et 2012.

#### Alternance cinéma et télévision

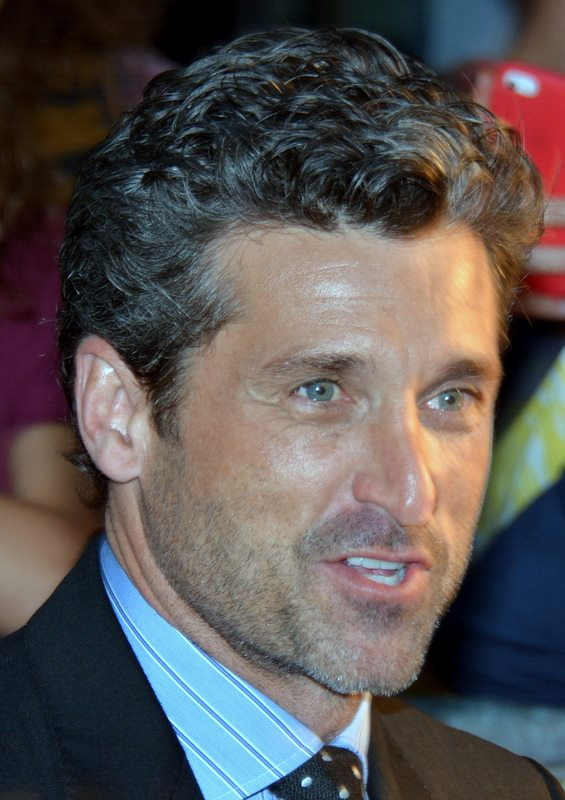
Patrick Dempsey à l'avant-première parisienne de Bridget Jones baby, en 2016.

En 2010, il rejoint la comédie chorale de Garry Marshall, Valentine's Day, accompagné, notamment, par son partenaire de jeu dans la série, Eric Dane ainsi qu'une pléiade d'acteurs tels Jessica Alba, Julia Roberts, Bradley Cooper, Kathy Bates, Jamie Foxx et beaucoup d'autres. À nouveau, c'est un succès auprès des spectateurs mais la critique n'est pas convaincue.
En 2011, il porte la comédie d'action Hold-up avec Ashley Judd, qui est un échec.
En 2012, il refuse de reprendre le rôle de l'inspecteur Mark Kincaid dans Scream 4 pour jouer dans Transformers 3 : La Face cachée de la Lune, rôle pour lequel il sera nommé aux Razzie Awards dans la catégorie « Pire acteur dans un second rôle » mais qui est un colossal succès au box office.
En 2015, après de multiples désaccords avec Shonda Rhimes, il quitte la série Grey's Anatomy après 11 saisons. La même année pourtant, il est, une nouvelle fois, élu par les spectateurs comme acteur préféré dans une série télévisée dramatique lors des People's Choice Awards.
L'année d'après, il rejoint Renée Zellweger dans le troisième volet des aventures de Bridget Jones, une fois de plus, l'acteur confirme avec des résultats positifs au box office mais peine à convaincre réellement la critique.
En 2017, il s'engage sur la mini série dramatique La Vérité sur l'affaire Harry Quebert et y occupe le rôle principal. Il s'agit d'une mini-série française de 10 épisodes de 52 minutes, réalisée par Jean-Jacques Annaud et diffusée en 2018 sur TF1. Cette mini série est adaptée du roman La Vérité sur l'affaire Harry Quebert de Joël Dicker sorti en 2012.
Côté cinéma, il rejoint le drame The Postcard Killings, dans lequel il est également producteur exécutif, aux côtés de Britt Robertson et Jamie Blackley.
En 2020, alors qu'il accepte de revenir en tant que guest-star dans la saison 17 de Grey's Anatomy, il interprète également Dominic Morgan dans la série italienne Devils diffusée par OCS. Ce programme, qui plonge les téléspectateurs dans la crise financière européenne de 2011, dans lequel il donne la réplique à Alessandro Borghi est adapté du roman I diavoli de Guido Maria Brera.

### Carrière de pilote

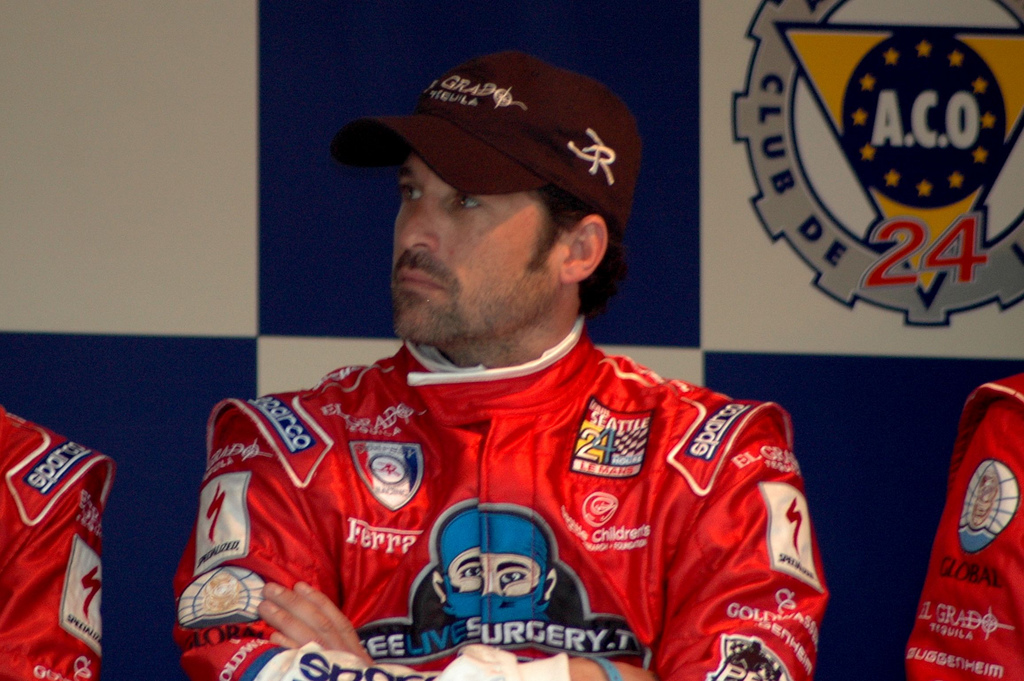
Dempsey lors des 24 Heures du Mans 2009.

Les 13 et 14 juin 2009, Patrick Dempsey a vécu, de l'intérieur, la plus grande course automobile du monde en participant aux 24 Heures du Mans au volant de la Ferrari F430 GTC (no 81) du Team Seattle Advanced Engineering, dans le but de récolter des fonds pour le Seattle Children's Hospital et l'association française Mécénat Chirurgie cardiaque - Enfants du monde. Ces deux associations ont pour but d'aider les enfants souffrant de malformations cardiaques, l'une aux États-Unis et l'autre en France. La voiture a terminé 30e sur trente-quatre voitures classées à l'arrivée (et cinquante-cinq au départ), et l'équipe a réussi à réunir près de 250 000 $ pour le Seattle Children's Hospital et 70 000 € pour Mécénat Chirurgie Cardiaque.
Patrick Dempsey est copropriétaire de l'équipe Dempsey Racing depuis 2002 avec son partenaire Joe Foster. Il court en Grand American Road Racing Association Rolex en catégorie GT. Dempsey et Foster se sont rencontrés lorsque Joe était l'instructeur de Patrick à la Panoz Racing School où il a enseigné pendant près de dix ans.

Patrick et Joe sont partenaires de course depuis maintenant six ans. Ils courent dans la voiture no 40 Dempsey Racing Mazda RX-8 GT. Leur meilleur résultat est une troisième position aux 24 Heures de Daytona en janvier 2011,. 

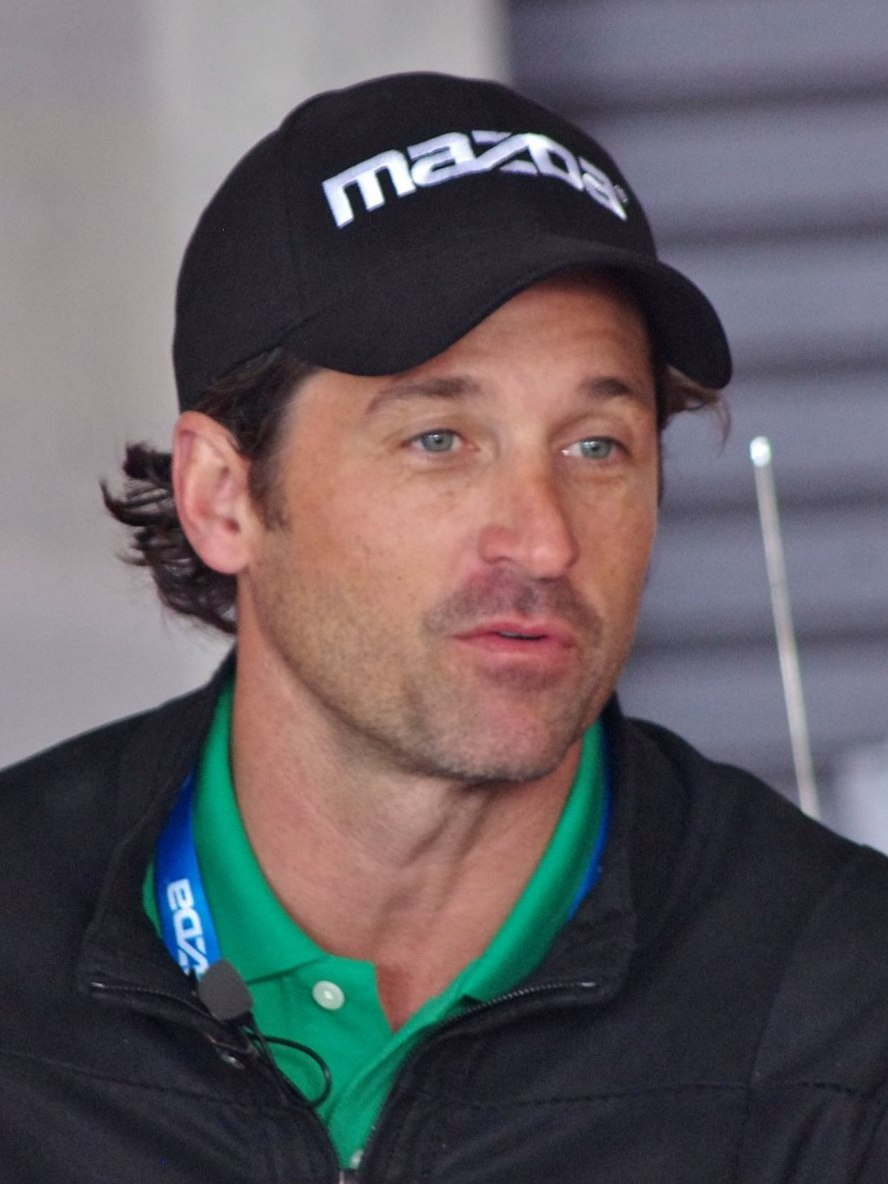
Lors des 24 Heures du Mans 2011.

Il développe son équipe en 2012 avec de nouveau les 24 Heures de Daytona au programme, et l'envie de revenir aux 24 Heures du Mans en catégorie LMP2 dans une voiture fermée (son assurance d'acteur ne l'autorisant pas à piloter dans une voiture sans toit). Il décroche son premier podium en endurance dans le championnat American Le Mans Series à Lime Rock en juillet 2012, en catégorie LMP2
Les 22 et 23 juin 2013, il participe aux 24 Heures du Mans avec son écurie, l'équipe Dempsey Del Piero, en partenariat avec l'écurie Proton Competition, qui prépare la Porsche 911 GT3 RSR (997) engagée par Dempsey. La voiture pilotée également par Joe Foster et Patrick Long termine à la vingt-neuvième place du classement général et à la quatrième place de la catégorie LM GTE Am.
Il récidive en 2014 aux 24 Heures du Mans, après avoir disputé les 24 Heures de Daytona, toujours en GT.
En 2015, il participe au Championnat du monde d'endurance FIA (WEC) avec sa propre équipe, le Dempsey Proton Racing, et engage une Porsche 911 RSR (991) dans la catégorie LM GTE Am. Les 13 et 14 juin aux 24 Heures du Mans avec ses équipiers Patrick Long et Marco Seefried, il termine à la seconde place de la catégorie LM GTE Am au bout de 331 tours, à la vitesse moyenne de 205,4 km/h, et termine également à la 22e place du classement général.

### Vie privée
Marié une première fois en 1987 à Rocky Parker, la mère de son meilleur ami. À l'époque du mariage, il avait 21 ans et Rocky 48 ans. Ils divorceront en 1994.
Il a épousé le 31 juillet 1999 la coiffeuse Jill Fink. Ils ont trois enfants : une fille, Tallulah Fyfe (née le 20 février 2002 à Los Angeles) et des jumeaux, Sullivan Patrick et Darby Galen (nés le 1er février 2007 à Los Angeles). Le 23 janvier 2015, le couple annonce son divorce après quinze ans de mariage. Jill Fink aurait déposé le dossier de divorce en raison de "différends irréconciliables". Ils se partagent alors la garde de leurs enfants. La procédure de divorce est ensuite annulée, 1 an après,.

## Filmographie

### Cinéma

#### Longs métrages
- 1985 : Tutti Frutti (Heaven Help Us) de Michael Dinner : Corbet
- 1985 : The Stuff de Larry Cohen : Drug (Stuff) buyer #2
- 1986 : Sale Boulot (Meatballs III: Summer Job) de George Mendeluk : Rudy
- 1987 : In the Mood (en) de Phil Alden Robinson : Elsworth 'Sonny' Wisecarver / le narrateur
- 1987 : L'amour ne s'achète pas (Can't Buy Me Love) de Steve Rash : Ronald Miller
- 1988 : In a Shallow Grave (en) de Kenneth Bowser : Daventry
- 1988 : Some Girls de Michael Hoffman : Michael
- 1989 : Loverboy de Joan Micklin Silver : Randy Bodek
- 1989 : Happy Together de Mel Damski : Christopher Wooden
- 1990 : Coupe de Ville de Joe Roth : Robert 'Bobby' Libner
- 1991 : Run de Geoff Burrowes (en) : Charlie Farrow
- 1991 : Les Indomptés (Mobsters) de Michael Karbelnikoff : Meyer Lansky
- 1993 : Bank Robber de Nick Mead : Billy
- 1993 : Fausse note pour un mariage (Face the Music) de Carol Wiseman : Charlie Hunter
- 1994 : Avec les félicitations du jury (With Honors) d'Alek Keshishian : Everett Calloway
- 1994 : Ava's Magical Adventure de Patrick Dempsey et Rocky Parker : Jeffrey
- 1995 : Alerte ! (Outbreak) de Wolfgang Petersen : Jimbo Scott
- 1997 : Chaude journée à L.A. (Hugo Pool) de Robert Downey Sr. : Floyd Gaylen
- 1998 : All About Sex (en) (Denial) d'Adam Rifkin : Sam
- 1998 : The Treat de Jonathan Gerns : Mike
- 1998 : There's No Fish Food in Heaven (en) de Eleanor Gaver : l'étranger
- 1999 : Me and Will (en) de Melissa Behr et Sherrie Rose (en) : Fast Eddie
- 2000 : Scream 3 de Wes Craven : l'inspecteur Mark Kincaid
- 2002 : Rebellion d'Ivan Sergei : Tyler Rae
- 2002 : Le Club des empereurs de Michael Hoffman : le vieux Louis Masoudi
- 2002 : Fashion victime de Andy Tennant: Andrew Hennings
- 2006 : Frère des ours 2 (Brother Bear 2) de Ben Gluck : Kenai (animation - voix originale)
- 2007 : Écrire pour exister (Freedom Writers) de Richard LaGravenese : Scott Casey
- 2007 : Il était une fois (Enchanted) de Kevin Lima : Robert Philip
- 2008 : Le Témoin amoureux (Made of Honor) de Paul Weiland : Thomas "Tom" Bailey, Junior
- 2010 : Valentine's Day de Garry Marshall : Dr Harrison Copeland
- 2011 : Hold-Up$ (Flypaper) de Rob Minkoff : Tripp Kennedy (également producteur)
- 2011 : Transformers 3 : La Face cachée de la Lune de Michael Bay : Dylan Gould
- 2016 : Bridget Jones Baby de Sharon Maguire : Jack Qwant
- 2018 : Bons Baisers du tueur (The Postcard Killings) de Janusz Kamiński : Jacob Kanon (également producteur exécutif)
- 2022 : Il était une fois 2 (Disenchanted) d'Adam Shankman : Robert Philip
- 2023 : Ferrari de Michael Mann : Piero Taruffi
- 2025 : Thanksgiving : La Semaine de l'horreur (Thanksgiving) d'Eli Roth : le shérif Eric Newton

#### Courts métrages
- 2006 : Shade de Kimberly Williams : Paul Parker

### Télévision

#### Téléfilms
- 1986 : Le Droit de vivre : A Fighting Choice (en) de Ferdinand Fairfax : Kellin Taylor
- 1993 : J. F. K. : Le Destin en marche (J.F.K.: Reckless Youth) d'Harry Winer : John F. Kennedy
- 1993 : Fausse note pour un mariage (For Better and for Worse) de Paolo Barzman : Robert Faldo
- 1995 : Bloodknot de Jorge Montesi : Tom
- 1996 : The Right to Remain Silent de Hubert de la Bouillerie : Tom Harris
- 1996 : Au cœur du scandale (A Season in Purgatory) de David Greene : Harrison Burns
- 1997 : Vingt mille lieues sous les mers (20,000 Leagues Under the Sea) de Rod Hardy : Pierre Arronax
- 1997 : The Player de Mark Piznarski : Griffin Mill
- 1998 : The Escape de Stuart Gillard : Clayton
- 1998 : Crime et Châtiment de Joseph Sargent : Rodya Raskolnikov
- 1998 : La Bible : Jérémie (Jeremiah) de Harry Winer : Jeremiah
- 2003 : Un homme pour la vie (Lucky Seven) de Harry Winer : Peter Connor
- 2004 : Volonté de fer (Iron Jawed Angels) de Katja von Garnier : Ben Weissman

#### Séries télévisées
- 1986 : Fast Times : Mike Damone (7 épisodes)
- 1989 : The Super Mario Bros. Super Show! : The Plant (voix, saison 1, épisode 24) -également manager de la production de 65 épisodes-
- 1991 : The  General Motors Playwrights Theater : rôle inconnu (saison 2, épisode 2)
- 1997 : Odd Jobs : rôle inconnu (pilote non retenu)
- 2000 - 2002 : Deuxième Chance (Once and Again) : Aaron (4 épisodes)
- 2000 - 2001 : Will et Grace : Matthew (saison 3, 3 épisodes)
- 2001 : Chestnut Hill : Michael Eastman (pilote non retenu)
- 2001 : Blonde : Cass Chaplin (mini-série, 2 épisodes)
- 2002 : Corsairs : rôle inconnu (pilote non retenu)
- 2003 : Karen Sisco : Carl (saison 1, épisode 1)
- 2003 : About a Boy : Will (pilote non retenu)
- 2004 : The Practice : Bobby Donnell et Associés : Dr Paul Stewart (saison 8, 3 épisodes)
- 2005 - 2021 : Grey's Anatomy : Dr Derek Shepherd (rôle principal jusqu'à la saison 11, épisode 21 et invité, saison 17, épisode 1 et 2- 248 épisodes)
- 2009 - 2012 : Private Practice : Dr Derek Shepherd (saison 2, épisode 16 et saison 5, épisode 15)
- 2018 : La Vérité sur l'affaire Harry Quebert : Harry Quebert (mini-série, 10 épisodes - également producteur exécutif)
- 2020 : Devils : Dominic Morgan (mini-série, 10 épisodes)
- 2024 : Dexter : Original Sin : Aaron Spencer

### Réalisateur
- 1994 : Ava's Magical Adventure

### Producteur
- 2013 : Patrick Dempsey: Racing Le Mans (mini série documentaire) : producteur exécutif des 4 épisodes
- 2014 : The Peloton Project de Ramsey Tripp (documentaire) : producteur exécutif
- 2017 : Micronesian Blues (série télévisée) : producteur exécutif

## Distinctions

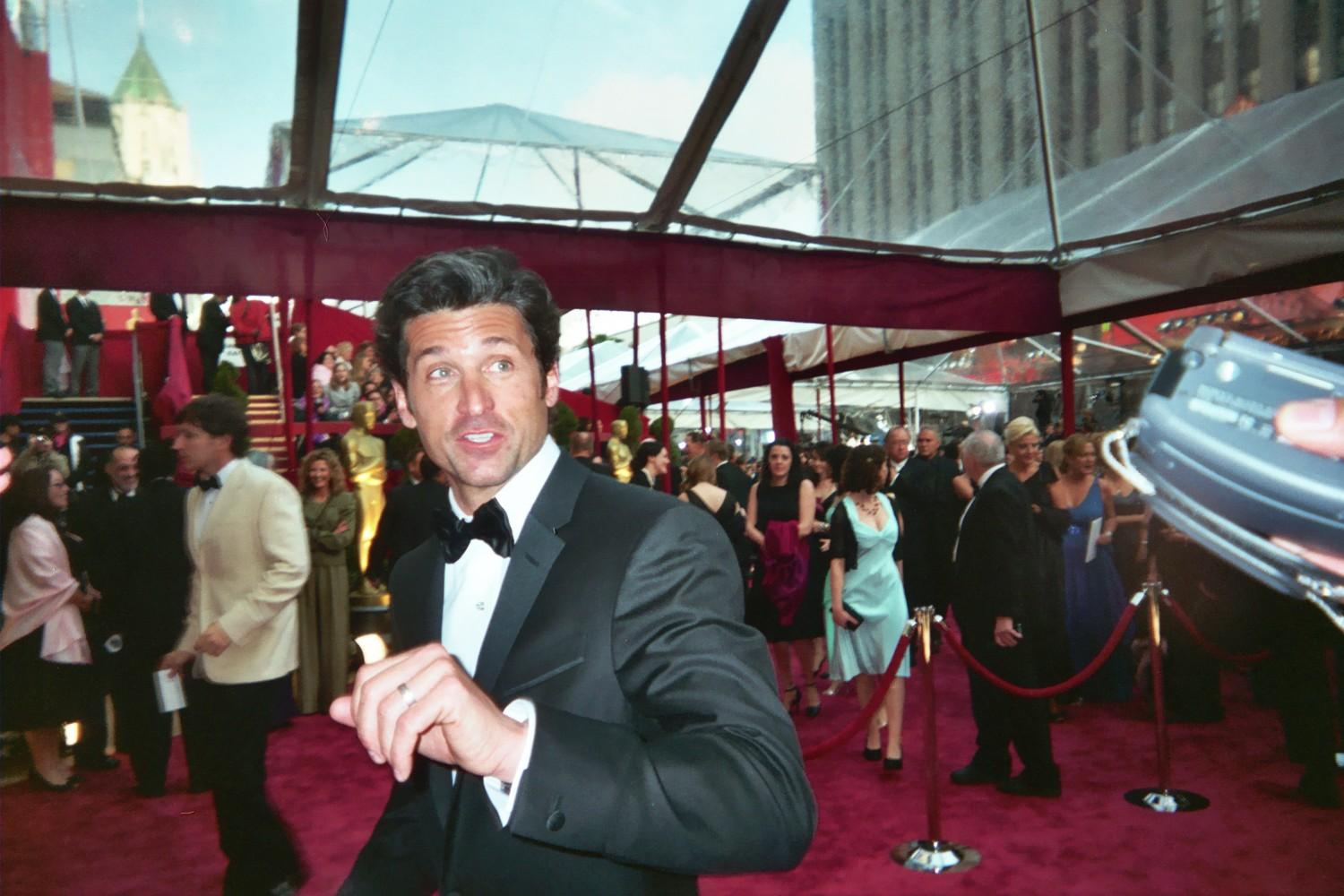
Lors des Oscars du cinéma 2008.

Sauf indication contraire ou complémentaire, les informations mentionnées dans cette section proviennent de la base de données IMDb.

### Récompenses
- Young Artist Awards 1988 : Meilleur jeune acteur dans un film comique pour L'amour ne s'achète pas

- Online Film & Television Association 2001 : Meilleur acteur invité dans une série télévisée comique pour Will & Grace
- Online Film & Television Association 2002 : Meilleur acteur invité dans une série télévisée dramatique pour Deuxième chance

- Satellite Awards 2006 : meilleure distribution dans une série télévisée pour Grey's Anatomy
- People's Choice Awards 2007 : Acteur préféré de télévision
- Screen Actors Guild Awards 2007 : meilleure distribution pour une série télévisée dramatique pour Grey's Anatomy
- People's Choice Awards 2008 : Acteur préféré de télévision

- People's Choice Awards 2015 : Acteur préféré dans une série télévisée dramatique pour Grey's Anatomy

### Nominations
- Young Artist Award 1987 : Meilleur acteur dans une comédie

- Online Film & Television Association 2001 : Meilleur acteur invité dans une série télévisée dramatique pour Deuxième chance
- Primetime Emmy Awards 2001 : meilleur acteur invité dans une série télévisée dramatique pour Deuxième chance

- Gold Derby Awards 2006 : Meilleure distribution de l'année pour Grey's Anatomy
- 63e cérémonie des Golden Globes 2006 : meilleur acteur dans une série télévisée dramatique pour Grey's Anatomy
- Screen Actors Guild Awards 2006 :
- meilleur acteur dans une série télévisée dramatique pour Grey's Anatomy
- meilleure distribution pour une série télévisée dramatique pour Grey's Anatomy
- Teen Choice Awards 2006 : Meilleur acteur dans une série télévisée dramatique pour Grey's Anatomy

- Gold Derby Awards 2007 : Meilleure distribution de l'année pour Grey's Anatomy
- 64e cérémonie des Golden Globes 2007 : meilleur acteur dans une série télévisée dramatique pour Grey's Anatomy
- Festival de télévision de Monte-Carlo 2007 : Meilleur acteur dans une série télévisée dramatique pour Grey's Anatomy
- Screen Actors Guild Awards 2007 : meilleur acteur dans une série télévisée dramatique pour Grey's Anatomy

- National Movie Awards 2008 : Meilleure interprétation masculine pour Il était une fois
- MTV Movie & TV Awards 2008 : Meilleur baiser pour Il était une fois, nomination partagée avec Amy Adams
- Screen Actors Guild Awards 2008 : meilleure distribution pour une série télévisée dramatique pour Grey's Anatomy
- Teen Choice Awards 2008 : Meilleur acteur dans une série télévisée dramatique pour Grey's Anatomy

- People's Choice Awards 2009 : Acteur préféré de télévision
- People's Choice Awards 2011 :
- Acteur préféré dans une série télévisée dramatique pour Grey's Anatomy
- Docteur préféré pour Grey's Anatomy

- People's Choice Awards 2012 : Acteur préféré dans une série télévisée dramatique pour Grey's Anatomy
- 32e cérémonie des Razzie Awards 2012 : Pire acteur dans un second rôle pour Transformers 3: La face cachée de la lune

- People's Choice Awards 2014 :
- Acteur préféré dans une série télévisée dramatique pour Grey's Anatomy
- Couple préféré à l'écran pour Grey's Anatomy, nomination partagée avec Ellen Pompeo

## Résultats aux 24 Heures du Mans
| Année | Équipe                                 | no | Châssis                   | Moteur               | Pneumatiques | Catégorie | Équipiers                    | Départ | Tours | Heures    | Résultat général | Résultat de la catégorie |
| ----- | -------------------------------------- | -- | ------------------------- | -------------------- | ------------ | --------- | ---------------------------- | ------ | ----- | --------- | ---------------- | ------------------------ |
| 2009  | Advanced Engineering / Team Seattle    | 81 | Ferrari F430 GT2          | Ferrari 4,0 l V8     | Michelin     | LM GT2    | Joe Foster (pl) Don Jr Kitch | 54e    | 301   | 24 heures | 30e              | 9e                       |
| 2013  | Dempsey Del Piero / Proton Competition | 77 | Porsche 911 GT3 RSR (997) | Porsche 4,0 l Flat-6 | Michelin     | LM GTE Am | Joe Foster (pl) Patrick Long | 47e    | 305   | 24 heures | 29e              | 4e                       |
| 2014  | Dempsey Del Piero / Proton Competition | 77 | Porsche 911 RSR (991)     | Porsche 4,0 l Flat-6 | Michelin     | LM GTE Am | Joe Foster (pl) Patrick Long | 41e    | 329   | 24 heures | 22e              | 5e                       |
| 2015  | Dempsey Del Piero / Proton Competition | 77 | Porsche 911 RSR (991)     | Porsche 4,0 l Flat-6 | Michelin     | LM GTE Am | Marco Seefried Patrick Long  | 45e    | 331   | 24 heures | 22e              | 2e                       |

## Voix francophones
En version française, Patrick Dempsey a d'abord été doublé par de nombreux comédiens. Ainsi, il est doublé à trois reprises par Guillaume Lebon dans Une saison au purgatoire, Vingt mille lieues sous les mers et Crime et Châtiment ainsi qu'à deux reprises chacun par Franck Baugin dans  Loverboy et Coupe de Ville, Gilles Laurent dans Tutti Frutti et Les Indomptés, Jérôme Berthoud dans Some Girls et Iron Jawed Angels, Pierre Tessier dans Deuxième Chance et Un homme pour la vie  et enfin par Arnaud Bedouët dans Scream 3 et The Practice : Bobby Donnell et Associés. À titre exceptionnel, il est doublé par William Coryn dans L'Amour ne s'achète pas, Éric Legrand dans J. F. K. : Le Destin en marche, Emmanuel Curtil dans Bank Robber, Thierry Mercier dans Alerte !, Serge Faliu dans Chaude journée à L.A., Luc Boulad dans La Bible : Jérémie, Thierry Wermuth dans Will et Grace et Maurice Decoster dans Fashion victime.
Depuis Grey's Anatomy, Damien Boisseau est sa voix régulière. Il le retrouve notamment dans Écrire pour exister, Il était une fois, Valentine's Day, Transformers 3 : La Face cachée de la Lune, La Vérité sur l'affaire Harry Quebert ou encore Devils.